# 岐阜県道174号伊自良高富線
岐阜県道174号伊自良高富線（ぎふけんどう174ごう いじらたかとみせん）は、岐阜県山県市内の一般県道である。

## 概要
岐阜県山県市長滝の甘南美寺付近が起点。伊自良湖西岸を進み、伊自良川沿いに進み、岐阜県道91号岐阜美山線と一旦合流し、同市上願で分岐し、東に向かう。豈坂を越え、さらに東に向かう。鳥羽川沿いに進み、同市伊佐美の伊佐美交差点（国道256号交点）が終点。

### 路線データ
- 始点：岐阜県山県市長滝
- 終点：岐阜県山県市伊佐美（国道256号交点）

## 重複区間
- 岐阜県道91号岐阜美山線（山県市平井 - 同市上願）

## 地理
起点付近に伊自良川（木曽川水系長良川支流）、終点付近に鳥羽川（伊自良川支流）が流れる。

### 通過する自治体
- 岐阜県
  - 山県市

### 接続路線
- 岐阜県道91号岐阜美山線（山県市平井、同市上願）
- 国道256号（山県市伊佐美 伊佐美交差点）

### 周辺
- 甘南美寺
- 伊自良湖
- 山県市立伊自良北小学校
- 四国山香りの森公園
- 山県市立大桑小学校
- 山県市立桜尾小学校